# جيف بلو
جيف بلو (بالإنجليزية: Jeff Blue)‏ هو منتج أسطوانات ومحامي وكاتب أغاني أمريكي، ولد في 21 نوفمبر 1967 في لوس أنجلوس في الولايات المتحدة.

## وصلات خارجية
- جيف بلو على موقع IMDb (الإنجليزية)
- جيف بلو على موقع ميوزك برينز (الإنجليزية)
- جيف بلو على موقع أول ميوزيك (الإنجليزية)
- جيف بلو على موقع ديسكوغز (الإنجليزية)